# Mamoplastia de aumento
El aumento de senos o la mamoplastía de aumento son términos de cirugía plástica, tanto para el implante de mama como para el injerto de grasa, los cuales son utilizados para aumentar el tamaño, cambiar la forma, y alterar la textura de los pechos.

## Concepto
Como cirugía de reconstrucción primaria, la mamoplastía de aumento se aplica para efectuar una reconstrucción de la mama después de la mastectomía, por cáncer; para corregir defectos congénitos de la mama; y para corregir defectos congénitos de la pared torácica.

Como cirugía cosmética de elección, se aplica para aumentar el tamaño, la forma y la textura de los senos saludables.

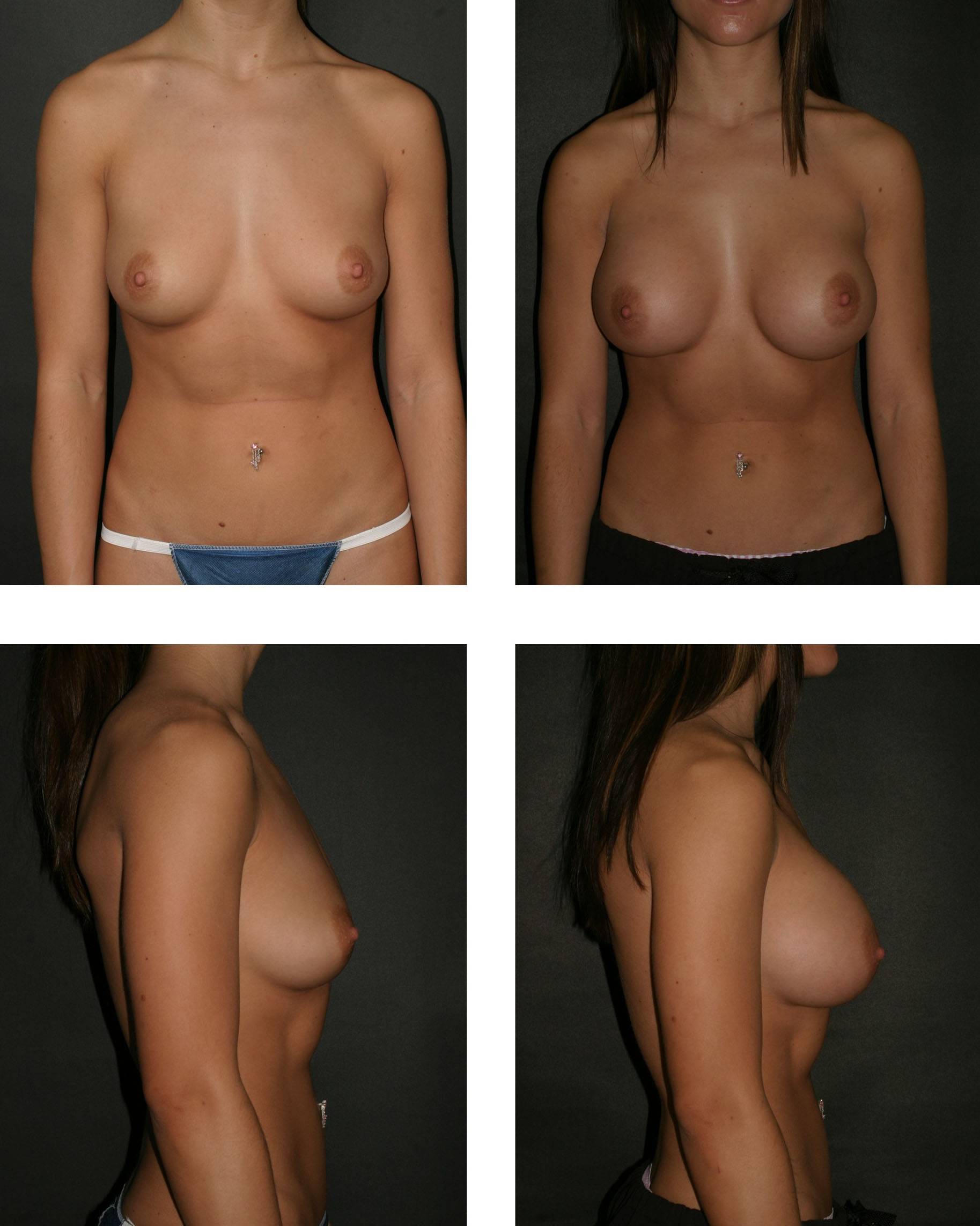
Apariencias preoperatorias (izquierda), y posoperatorias (derecha) de un emplazamiento bilateral, submuscular, de implantes de solución salina de 350cc a través de una incisión en el pliegue infra-mamario (FMI).

El enfoque de implantación quirúrgica afecta al aumento del hemisferio de mama usando un implante de mama, ya sea un implante lleno de solución salina o un implante lleno de silicona en gel; Además, el enfoque de aumento quirúrgico puede incluir la aplicación de colgajos de piel autólogos trasplantados del cuerpo de la mujer. El enfoque de la transferencia de grasa es aumentar el tamaño y corregir defectos del contorno del hemisferio de la mama con injertos de tejido adiposo graso autólogo , extraídas del cuerpo de la mujer.
En un procedimiento de reconstrucción mamaria, dentro de una multi-etapa de reconstrucción, un expansor de tejido (un dispositivo de mama implante temporal) se emplaza y se utiliza para preparar (forma y aumentar) la zona receptora (implante de bolsillo) para recibir y acomodar la prótesis de implantes mamarios. En un procedimiento de aumento de mama sin implante, algunos enfoques de inyección de grasa incluyen la ingeniería tisular, que es el preoperatorio de expansión, externo de los tejidos de la zona receptora para recibir los injertos de tejido de adipocitos extraídas de cuerpo de la mujer. Los enfoques no quirúrgicos para el aumento de senos pueden consistir en un vacío del dispositivo aplicado externamente que ampliará los tejidos de la zona receptora. Por otra parte, en la mayoría de los casos de injerto de grasa en senos es el aumento del volumen medio - por lo general una copa grande o menor - que por lo general es el límite fisiológico permitido por el metabolismo del cuerpo de la mujer.

## Historia
Los injertos para aumentar el tamaño o la forma de los senos femeninos se han utilizado desde 1895. El injerto conocido más temprano fue procurado por Czerny, utilizando un tejido adiposo propio de una mujer, obtenido de un lipoma —un tipo de tumor benigno— de su espalda. 
Gersuny trató con inyecciones de parafina en 1889, con resultados desastrosos. Subsiguientemente, en la primera mitad del siglo XX, varias otras sustancias se trataron, incluyendo marfil, pelotas de vidrio, caucho de suela, cartílago de buey, lana de Terylene, gutapercha, dicora, pastillas de polietileno, esponja de polímero de alcohol-formaldehído de polivinilo (Ivalon; una bolsa de polietileno), esponja de espuma de políeter (Etheron), cinta de polietileno (Polystan; formando una pelota), poliéster (esponja de espuma de poliuretano), caucho de Silastica y prótesis de teflón-silicona.
En la historia reciente, varias cremas y medicamentos se han utilizado como tentativa para aumentar el tamaño del busto. Berson en 1945 y Maliniac en 1950 realizaron una solapa dermafat. Pangman introdujo la esponja de Ivalon en 1950, y varios materiales sintéticos fueron utilizados durante los años cincuenta y la década de los sesenta, incluyendo inyecciones de silicona. Una estimación indica que esas inyecciones fueron recibidas por unas 50 000 mujeres. El desarrollo de granulomas de silicona y endurecimiento de los senos eran a veces tan severos que las mujeres necesitaron someterse a una mastectomía como tratamiento. Aún hoy hay mujeres que buscan tratamiento médico por complicaciones hasta 30 años después de haber recibido este tipo de inyección. 
El aumento de volumen de la mama no contó con una técnica fiable hasta 1962 cuando Cronin y Gerow idearon los primeros implantes de mama, que fabricó Dow Corning. Consistían en unas bolsas de lámina de silicona rellenas de aceite de silicona de grado médico. 
Tecnológicamente los implantes de mama han evolucionado mucho pero en esencia la idea sigue siendo la misma. 
En 1992 hubo una alarma acerca de las prótesis de silicona. Se creyó que inducían enfermedades de auto-inmunidad y aunque posteriormente esta teoría se demostró infundada, tuvo como resultado que Estados Unidos prohibiera su uso durante 14 años, por lo cual se utilizaron las prótesis rellenas de suero salino.
Los implantes de mama de gel de silicona se hallan autorizados por las autoridades sanitarias de la Unión Europea.
El implante de prótesis de mama es una intervención relativamente sencilla y una de las más comunes en cirugía estética. Según la Asociación Estadounidense de Cirujanos Plásticos, el aumento de pecho es el tercer procedimiento de cirugía estética más realizado en los Estados Unidos, con 291 000 intervenciones de este tipo en 2005.

## Indicaciones clínicas
Las indicaciones clínicas para el uso de implantes de seno suelen ser: para la reconstrucción después del cáncer de seno,  para anormalidades que afectan la forma y el tamaño del seno; aunque algunas lo hacen, no tiene ningún fin médico en caso de la reasignación de género.
La mayoría de los aseguradores en algunos países solo reembolsaran la colocación de implantes de seno por estas indicaciones, no cuando se hace por razones cosméticas, que es lo más común.
Los implantes del seno pueden estar contraindicados en desórdenes dismórficos del cuerpo, donde mujeres con ese desorden tienen un sentido retorcido de su propio cuerpo. Esto puede tener como resultado cirugías plásticas repetidas para corregir imperfecciones percibidas.

## Tipos de implantes
Hay tres tipos de implantes según el material de relleno de los mismos, con muchas formas y texturas diferentes disponibles:
- 1. implantes de solución salina;

- 2. implantes de silicona rellenos de gel de silicona viscosa;

- 3. implantes de composición alternativa, llenos de rellenos diversos - aceite de soja, cuerdas de polipropileno, etcétera, que ya no se fabrican.

Principalmente los implantes suelen ser de dos formas: 
- Redondos: Colocados verticalmente tienen la misma anchura tanto en la parte superior como en la inferior.
- Anatómicos: Con forma de gota, es decir más anchos en la base. Se idearon para que proporcionaran un aspecto más natural ya que en cierto modo imitan la forma del pecho no operado.

Para la reconstrucción de mama, y para el aumento y la mejora de la estética - tamaño, forma y textura - de los senos de una mujer, hay tres tipos de dispositivos de implantes mamarios:

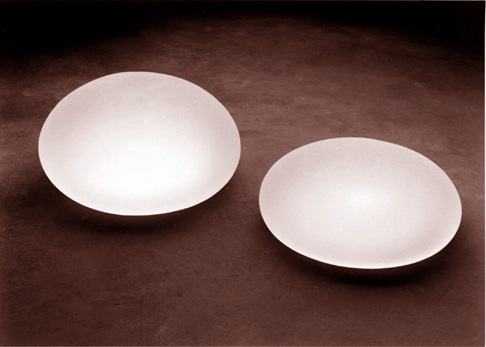
Dispositivos de implantes mamarios de solución salina, un modelo esférico (izquierda) y un modelo hemisférico (derecha).

I. Implantes mamarios de solución salina
El implante lleno de solución salina (concentración 0,90% w/v de NaCl, ca. 300 mOsm / L.) - Se fabricó por primera vez por la compañía Laboratoires Arion, en Francia, y se introdujo para su uso como una prótesis en 1964. Los modelos contemporáneos de implantes mamarios de solución salina se fabrican con cubiertas gruesas hechas de un elastómero de silicona. El estudio in vitro de la deflación (fuga de relleno) de los implantes mamarios de solución salina Pre-llenados (2006) informó que las tasas de deflación de relleno de los implantes mamarios de solución salina precargada hicieron una segunda opción de prótesis para la cirugía de mama correctiva. 
Sin embargo, en la década de 1990, el implante mamario de solución salina fue la prótesis habitual para la cirugía de aumento de senos, debido a la restricción de la FDA de los EE. UU. contra la importación de los implantes mamarios de silicona llena.
El objetivo técnico de la tecnología del implante de solución salina es una técnica quirúrgica menos invasiva físicamente para emplazar un dispositivo de mama vacío a través de una incisión quirúrgica más pequeña. En la praxis quirúrgica, después de haber emplazados los implantes mamarios vacíos a los bolsillos de implante, el cirujano plástico llena cada dispositivo con solución salina, y, debido a la inserción o incisiones requeridas son cortos y pequeños, las cicatrices resultantes serán más pequeñas y más cortas que las cicatrices quirúrgicas habituales.
Cuando se compara con los resultados obtenidos con un implante mamario de gel de silicona, el implante de solución salina puede dar excelentes resultados, de aumento de tamaño del pecho, más suave y con un contorno y textura realista; sin embargo, es probable que cause problemas cosméticos, tales como la ondulación y el arrugamiento de la piel de la mama, y problemas técnicos, tales como la presencia del implante siendo perceptible para el ojo y al tacto. La ocurrencia de este tipo de problemas cosméticos es más probable en el caso de la mujer con muy poco tejido mamario, y en el caso de la mujer que requiere la reconstrucción del seno después de la mastectomía; por lo tanto, el implante de gel de silicona es la prótesis técnicamente superior para el aumento mamario, y para la reconstrucción mamaria. En el caso de la mujer con más cantidad de tejido mamario, la colocación submuscular es el enfoque quirúrgico recomendado, los implantes mamarios de solución salina puede permitirse un resultado estético muy similar a la proporcionada por los implantes mamarios de silicona - un "look" del tamaño de los senos proporcional, liso contorno y textura realista.

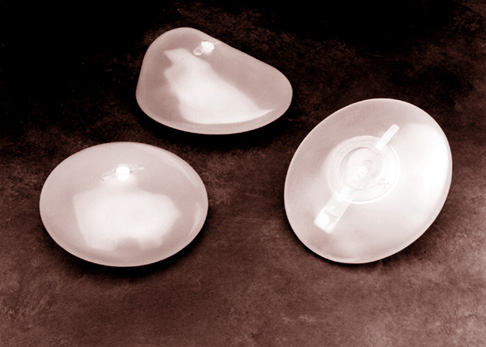
Modelos de última generación de dispositivos de implantes mamarios de gel de silicona, un modelo esférico (izquierda), un modelo con forma de gota (centro), y un modelo hemisférico (derecha).

II. Implante de pecho de Gel de Silicona 

La prótesis de mama moderno fue inventado en 1961, por los cirujanos plásticos estadounidenses Thomas Cronin y Frank Gerow, y fabricado por la Dow Corning Corporation; en su momento, la primera mamoplastia de aumento se realizó en 1962. Hay cinco generaciones de tecnología de dispositivos médicos para los modelos de mama implante rellenos con gel de silicona; cada generación de prótesis de mama se define mediante técnicas de modelo-fabricación comunes.
Primera generación
El implante Cronin-Gerow, es un modelo de prótesis de 1963, era un sobre sin salida de caucho de silicona, con forma de lágrima, que estaba llena de viscosa de gel de silicona. Para reducir la rotación de la mama emplazado sobre la pared del pecho, el modelo 1963 prótesis se fija a la bolsa del implante con un sujetador, hecho de material Dacron (tereftalato de polietileno), que se adjunta a la parte trasera de la materna cubierta del implante.
Segunda generación
En la década de 1970, los fabricantes presentaron la segunda generación de prótesis de mama que contó con desarrollos funcionales y mejoras estéticas a la tecnología:
los primeros desarrollos tecnológicos fueron un dispositivo con cáscara más fina, y un gel de relleno de silicona de baja cohesión, lo que mejoró la funcionalidad y la verosimilitud (tamaño, apariencia y textura) del implante mamario de gel de silicona. Sin embargo, en la práctica clínica, los implantes mamarios de segunda generación demostraron ser frágiles, y sufrieron una mayor incidencia de rotura de la cáscara, y de fuga de relleno ("sangrado de gel de silicona"). La consiguiente, el aumento de incidencia de las tasas de complicaciones médicas (por ejemplo contractura capsular) precipitó defectuosamente al producto, la clase de acción, por el gobierno de Estados Unidos, en contra de la Dow Corning Corporation, y otros fabricantes de prótesis de mama.

- el segundo desarrollo tecnológico era un revestimiento de espuma de poliuretano para la cáscara del implante de mama; el recubrimiento reduce la incidencia de contractura capsular, causando una reacción inflamatoria que impiden la formación de una cápsula de tejido colágeno fibroso alrededor del implante de mama. Sin embargo, a pesar de que la medida profiláctica, el uso médico de los implantes mamarios de poliuretano recubierto se interrumpió brevemente, debido al potencial riesgo para la salud que supone el 2,4-toluendiamina (TDA), un subproducto carcinógeno de la descomposición química del poliuretano.[7]

Después de revisar los datos médicos, la FDA llegó a la conclusión de que el cáncer de mamainducido por TDA fue un riesgo de salud infinitesimal a las mujeres con implantes de mama, y no pedía legalmente que los médicos explicaran el asunto a sus pacientes. En el evento, los implantes mamarios de poliuretano permanecen en la práctica de la cirugía plástica en Europa y en América del Sur; y ningún fabricante ha solicitado la aprobación de la FDA para las ventas médicas de tales implantes de mama en los EE. UU.
- el tercer desarrollo tecnológico fue el doble dispositivo de implante de mama, una prótesis de doble cavidad compuesta de un implante de silicona de mama contenido dentro de una solución salina. Los dos, objetivos técnicos era: (i) los beneficios cosméticos del gel de siliconal (el lumen interior) encerrado en una solución salina (el lumen exterior); (ii) un dispositivo de implante cuyo volumen es ajustable después de la operación. Sin embargo, el más complejo diseño del doble implante de mama sufrió una tasa de fallo mayor que la de los implantes de mama de un solo lumen. Las versiones contemporáneas de los dispositivos de implante de mama de segunda generación (presentado en 1984) son los modelos "Becker expandibles" de implantes mamarios, que se utilizan principalmente para la reconstrucción mamaria.

Tercer y Cuarta generación
En la década de 1980, los modelos de la tercera y de cuarta generación de dispositivos de implante de mama eran avances secuenciales en la tecnología de fabricación, tales como las conchas impregnadas de elastómero que disminuyeron la fuga de relleno, y un más grueso (aumento de la cohesión) gel de relleno. Sociológicamente, los fabricantes de prótesis de senos luego diseñador y fabricador modelos anatómicos (mama natural) y modelos con formas (redondas, cónica) que de manera realista se correspondían con la lactancia y los tipos del cuerp de las mujeres. Los modelos cónicos de implante de mama tienen una superficie de textura uniforme, lo que reduce la rotación de la prótesis dentro de la bolsa del implante; los modelos redondos de implantes mamarios están disponibles en tipos-lisos superficiales y texturas superficiales.
Quinta generación
Desde mediados de la década de 1990, la quinta generación de implantes mamarios de gel de silicona están hechos de un gel semisólido que elimina la mayoría de los casos de fugas de llenado ("sangrado de gel de silicona") y de la migración del relleno de silicona del implante en el cuerpo de la mujer en otros lugares. La experiencia de los estudios con Prótesis de silicona en gel anatómicamente blando y cohesivo en la Cirugía Estética y Reconstructiva (2004) e implantes mamarios cohesivos de gel de silicona en Cirugía Estética y Reconstructiva de Mama (2005) informó de baja incidencia de tasas de contractura capsular y de ruptura del dispositivo de concha; y mayores tasas de mejora de la seguridad médica y técnica eficaz que la de los dispositivos de implantes de generaciones tempranas.

## Complicaciones médicas
El emplazamiento de los implantes de cirugía plástica, para la reconstrucción de pecho, presenta los mismos riesgos que la cirugía, como reacción adversa a la anestesia, hematomas (sangrado posoperatorio), seroma (acumulación de líquido), infección de la herida. Complicaciones específicas para el aumento del pecho incluyen dolor de pecho, sensación alterada, impedir la función de lactancia, las arrugas visibles, la asimetría, el adelgazamiento del tejido mamario, y symmastia del busto que interrumpe el plano natural entre los pechos. Tratamientos específicos para las complicaciones de la mora en los implantes mamarios-capsular contractura capsular y rotura- son monitorización MRI periódica y exámenes físicos. Además, las complicaciones y reoperaciones relacionados con la cirugía de implantación, y expansores de tejido (implante lugar los titulares durante la cirugía) pueden causar cicatrices adversas en aproximadamente el 6-7% de los pacientes. Estadísticamente, el 20% de las mujeres que se sometieron a la implantación de cosméticos, y el 50% de las mujeres que se sometieron a la implantación de la reconstrucción del pecho, requiere su explantación en la marca de 10 años.

### Los implantes y la lactancia
Los senos son glándulas apócrinas que producen leche. Cada seno tiene un pezón dentro de un complejo areola-pezón (NAC).  En cada pecho, de 4-18 conductos galactóforos drenan hacia el pezón.

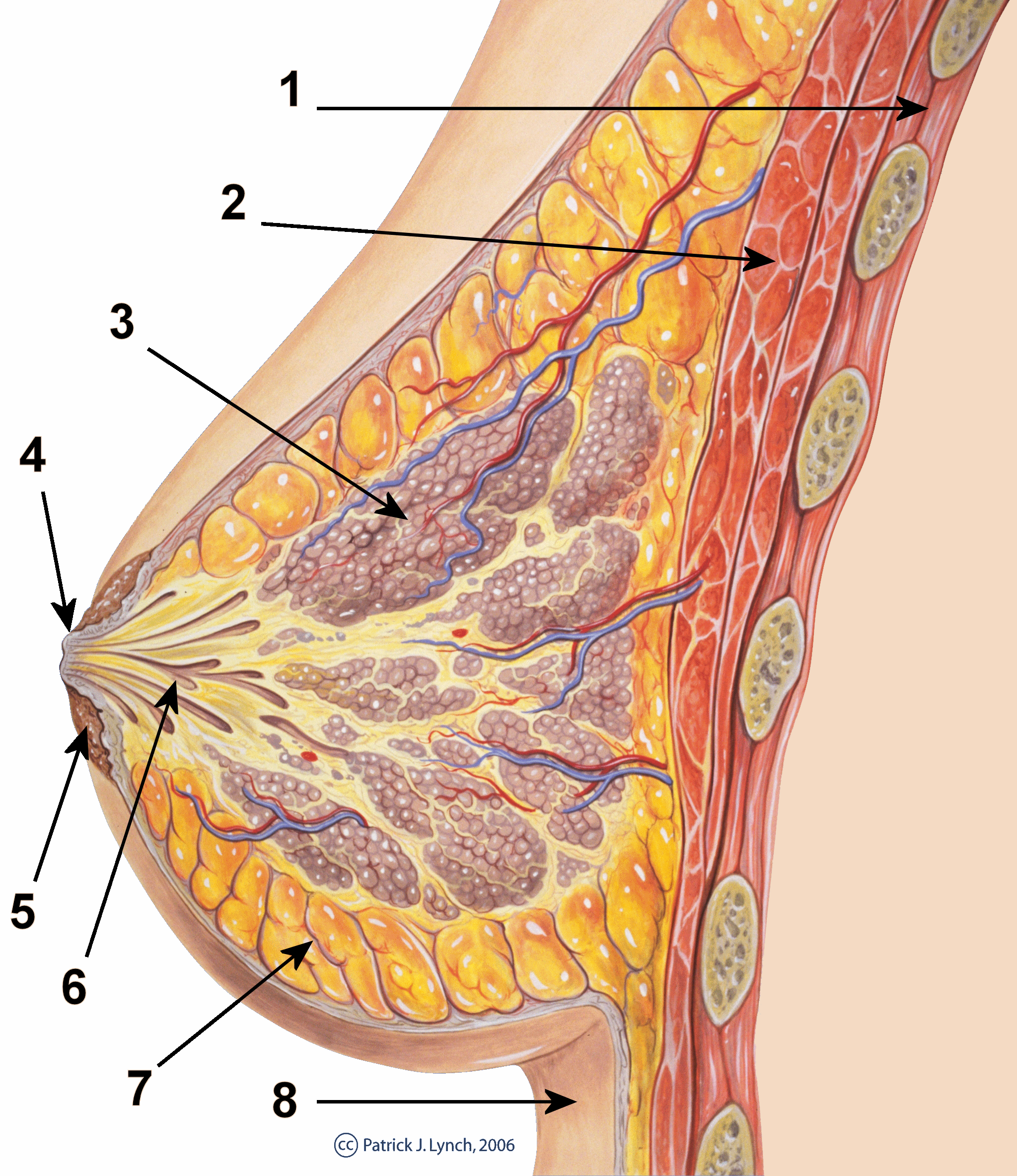
El aumento de senos: Esquema de la sección transversal de la glándula mamaria.
1. la pared torácica
2. Los músculos pectorales
3. lóbulos
4. Pezón
5. Areola 6. Conducto de Leche
7. El tejido graso
Envolvente 8. Piel

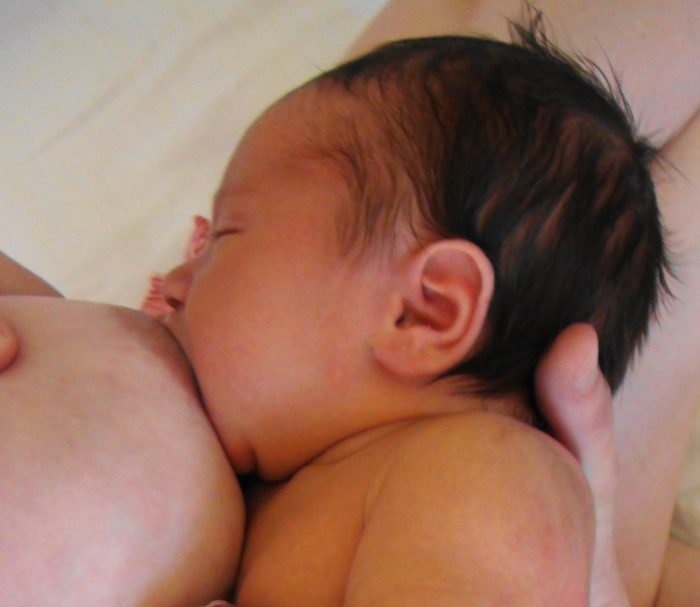
Una mama funcional: alimentando a un bebé.

#### El pecho funcional
La fuga del contenido del implante en un pecho funcional crea preocupaciones en la salud infantil. Debido a dos posibilidades: la contaminación digestiva por la fuga de la carga del implante a la leche materna; y la toxicidad sistémica en el caso de que la carga es peligrosa para el lactante. Los implantes de mama son cargados con solución salina y el relleno de silicona no es digerible, porque cada sustancia es químicamente inerte, en el medio ambiente común. Por otra parte, los médicos han dicho que "no debe ser de contraindicación absoluta la lactancia en las mujeres con implantes mamarios de silicona." A principios de 1990, al comienzo de las apariciones de enfermedad de mama por implantes de silicona, a pequeña escala, los estudios no aleatorios (es decir, "las quejas de pacientes, podrían tener muchas fuentes") indican posibles amamantando a complicaciones de los implantes de silicona; sin embargo, ningún estudio informó la causalidad dispositivo de enfermedad.

## Mamoplastia autóloga
El aumento sin implante, realizado con injerto de grasa autóloga mediante inyecciones, está indicado para mujeres que requieren la reconstrucción mamaria, la corrección de defectos y la mejora estética del busto.
- Reconstrucción mamaria: post-mastectomía recreación de la mama; tejidos dañados por traumatismos (romos, penetrantes), enfermedad (cáncer de mama), y deformidad explantación (toma de mama implante vacío).
- Corrección de defectos congénitos: macromastia, deformidad de mama tuberosa, síndrome de Polonia, etcétera.
- Aumento primario: la mejora estética (contorno) del tamaño, la forma, y la sensación de los senos.

Limitaciones técnicas
Cuando el cuerpo de la paciente tiene tejido de adipocitos insuficiente para cosechar relleno de mama inyectable, una combinación de injerto y de implantes de grasa podría proporcionar el resultado deseado. 

Aunque el aumento no quirúrgico de mama con inyecciones de injerto de grasa no se asocia a complicaciones relacionadas con los implantes médicos (fuga de relleno, la deflación, visibilidad, palpación, contractura capsular), los volúmenes de mama alcanzables son físicamente limitados; el gran volumen, no es posible con el método de injertos de grasa estructural. El Aumento Global de mama contrasta con el aumento del pecho controlado de injerto de grasa mediante inyección, en el grado de control que el cirujano plástico tiene en la consecución del contorno deseado de mama y el volumen. El aumento del control se realiza mediante la infiltración y difusión de los injertos de grasa en todo el pecho y capas en las áreas adyacentes pectorales hasta lograr el resultado deseado de volumen de la mama y el contorno. Sin embargo, la plenitud física de mama logrado con injertos de grasa inyectadas no se traduce visualmente a la plenitud rolliza lograda con implantes; por lo tanto, las pacientes que tenían abundante cosecha de grasa de los tejidos, alcanzaron un aumento máximo de mama de un sujetador de copa grande, en una sesión de injerto de grasa.
Detección de cáncer de pecho
No hay evidencia causal que el injerto de grasa en la mama pueda ser más propicio para el cáncer de mama que otros procedimientos de mama. La necrosis del tejido graso y la calcificación se producen en cada uno de estos procedimientos: la biopsia de mama, la implantación, la radioterapia, la reducción de senos, reconstrucción de senos y liposucción de la mama.
Sin embargo, la detección de cáncer de mama es primario, y la incidencia de la calcificación es secundario; por lo tanto, al paciente se le aconseja aprender auto-palpación de la mama y de someterse a exámenes mamográficos periódicos. Aunque la mamografía es la técnica de diagnóstico superior para distinguir entre lesiones cancerosas y benignas de la mama, cualquier lesión cuestionable se puede visualizar ultrasónicamente y magnéticamente (MRI); biopsia sigue ninguna lesión clínicamente sospechoso o anormalidad indeterminada aparecieron en una radiografía.

## Vías de implantación
Los implantes pueden introducirse por las siguientes vías: 
- Vía submamaria: a través de una incisión situada en el pliegue submamario.

- Vía areolar: la incisión se sitúa en el límite del complejo areola-pezón.

- Vía axilar: las prótesis se introduce por una incisión situada en el fondo de la cúpula axilar.

- Vía transumbilical: las prótesis se introduce a través de una cicatriz remota en el ombligo, este procedimiento se conoce como TUBA (Trans-umbilical breast augmentation)

## Plano de colocación del implante
Los implantes pueden situarse en la mama a varios niveles.
- Subglandular: bajo la glándula mamaria y sobre la aponeurosis del músculo pectoral mayor, es decir, en el área que se encuentra debajo del músculo pectoral mayor. Suele ser la colocación más recomendada debido a que sus resultados estéticos suelen ser mejores y, además, es la posición más segura.[22]

- Subpectoral: entre el músculo pectoral mayor y el plano costal

- Subfascial: entre la aponeurosis y el músculo pectoral.

Tanto la vía de introducción como la situación de las prótesis dependen de la valoración de cada caso, preferencias y experiencia del cirujano.

## Efectos adversos

### Contractura capsular
Cuando se coloca una prótesis de mama, el cuerpo reacciona envolviéndola con una fina lámina que la aísla y que se denomina cápsula periprotésica. 

En algunos casos (2 o 3 %) esta reacción es violenta y la cápsula se hace muy gruesa, comprimiendo las prótesis, dando a la mama un aspecto redondeado y tacto muy duro. Es lo que se llama contractura capsular y que si no mejora con medicación puede obligar a una reintervención.

### Roturas e inflamación localizada

#### Prótesis mamarias dePoly Implant Prothèses(PIP)
El director y fundador de la empresa PIP, Jean-Claude Mas, ha sido el principal responsable de la comercialización y distribución de este tipo de prótesis mamarias. En la fabricación de los implantes se habían utilizado componentes químicos de tipo industrial, que incluyen materiales tóxicos como los aceites de silicona, el baysilone o el rhodorsil, que se emplean como aditivos para carburantes y para la fabricación de tubos de caucho. La trascendencia de este suceso se debe a que estos materiales carecen de ensayos suficientes, y por la fragilidad de las prótesis PIP, y la posible inflamación si el gel entra en contacto con el tejido, más de 30 000 mujeres han debido cambiar estas prótesis. En España, la Agencia Española de Medicamentos y Productos Sanitarios ha recomendado la explantación de las prótesis mamarias de esta marca y el control médico a las personas que las lleven.

### Efecto rippling
El efecto rippling se define como las ondulaciones o pliegues que se observan en la piel del pecho de pacientes que se han sometido a una cirugía de mamoplastia de aumento. En la mayoría de los casos suelen aparecer viéndose claramente en la parte externa del pecho, siendo el escote otra de las zonas en las que también suele observarse.